# Резолюция Совета Безопасности ООН 1362
Резолюция Совета Безопасности Организации Объединённых Наций 1362 (код — S/RES/1362), принятая 11 июля 2001 года, сославшись на предыдущие резолюции по Хорватии, включая резолюции 779 (1992), 981 (1995), 1088 (1996), 1147 (1998), 1183 (1998), 1222 (1999), 1252 (1999), 1285 (2000), 1307 (2000) и 1357 (2001), Совет уполномочил Миссию наблюдателей ООН в Превлаке (МНОП ООН) продолжать наблюдение за демилитаризацией в районе полуострова Превлака в Хорватии в течение шести месяцев до 15 января 2002 года.
Совет Безопасности приветствовал в целом спокойную и стабильную ситуацию на полуострове Превлака, но по-прежнему обеспокоен нарушениями режима демилитаризации и ограничениями свободы передвижения наблюдателей Организации Объединённых Наций. Она приветствовала открытие пропускных пунктов между Хорватией и Черногорией, способствующее гражданским и коммерческим перевозкам без инцидентов в сфере безопасности, что представляет собой значительную меру укрепления доверия между двумя странами. По-прежнему вызывает озабоченность отсутствие прогресса в урегулировании спорного вопроса о полуострове Превлака и программы разминирования. В резолюции отмечается, что присутствие МООННП внесло большой вклад в поддержание условий, способствующих урегулированию спора.
Хорватию и Союзную Республику Югославию (Сербию и Черногорию) призвали полностью выполнить соглашение о нормализации отношений, прекратить нарушения режима демилитаризации, снизить напряженность и обеспечить свободу передвижения наблюдателям ООН. Совет приветствовал возобновление дискуссий между двумя сторонами. Обе страны призвали осуществлять меры по укреплению доверия, предусмотренные резолюцией 1252, и докладывать о ходе двусторонних переговоров не реже двух раз в месяц.
Наконец, Силы стабилизации, санкционированные Резолюцией 1088 и продленные Резолюцией 1357, должны были сотрудничать с ЮНМОП.